# Daniel Collar Castelao
Daniel Collar Castelao (31 de marzo de 1998, Tarragona, España) es un atleta español especializado en lanzamiento de disco que actualmente no milita en ningún equipo y no participa en competiciones. Con tan solo 16 años se proclamó campeón de España en lanzamiento de disco con una marca de 46.59 metros en la categoría juvenil. Su entrenador fue Manuel Gómez Santa.

## Carrera
Empezó a practicar atletismo en el 2012, a los 14 años, en el Club d'Atletisme del Gimnàstic de Tarragona. Dos meses después, comenzó a practicar lanzamiento de disco participando en competiciones por toda Tarragona. En 2013, participó en los Campeonatos de Cataluña del atletismo donde consiguió sus primeras medallas quedando 2.º en lanzamiento de disco y en lanzamiento de peso. Ese mismo año consiguió la marca mínima de España en lanzamiento de disco y, más adelante, batió el récord de Cataluña con una marca de 57.57 metros de la categoría cadete en la misma modalidad.

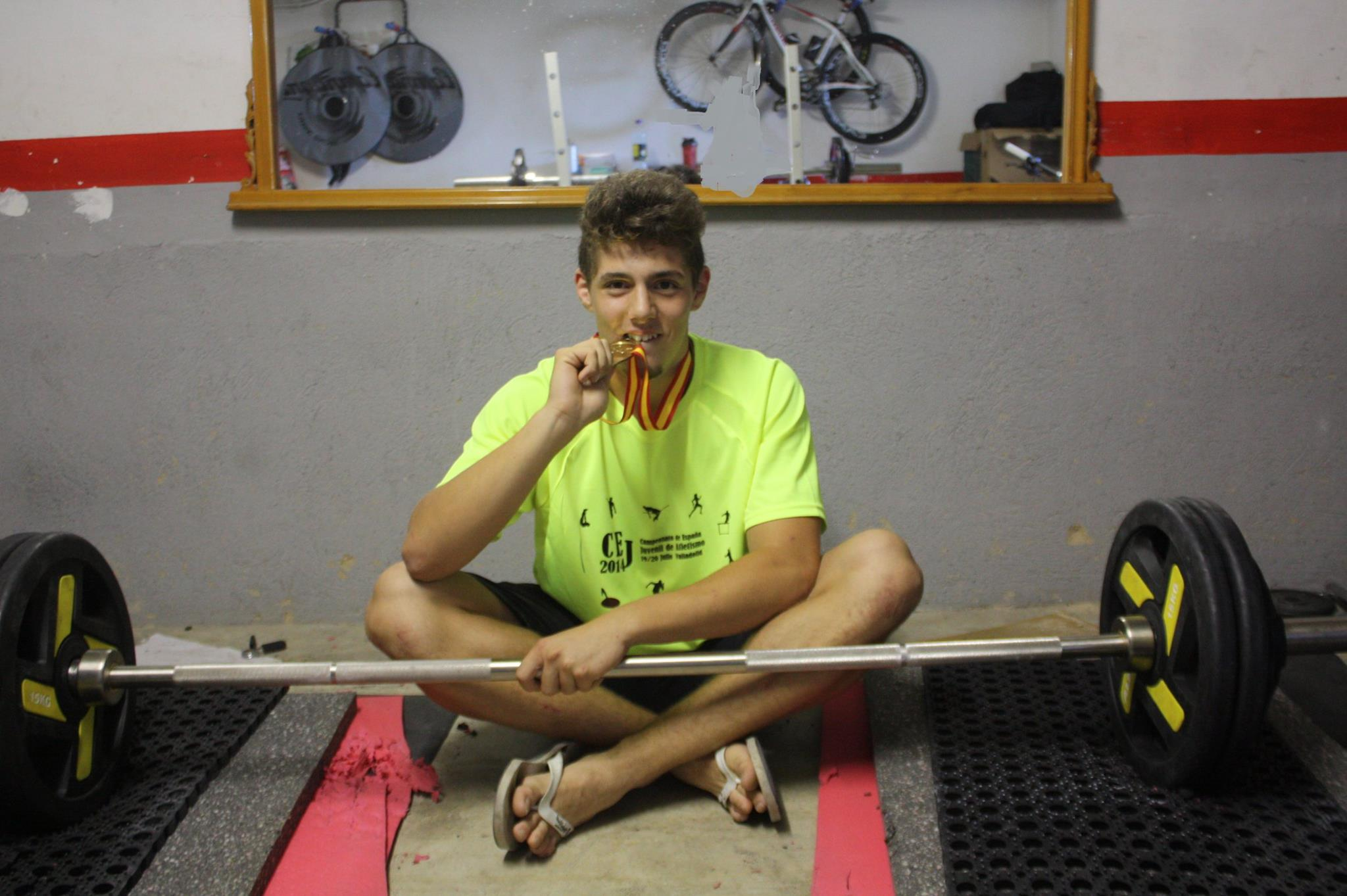
Daniel Collar posando junto a su medalla de oro conseguida en el LXIII Campeonato de España Juvenil de Atletismo.

En su siguiente temporada, ya como juvenil después de haber ascendido de categoría por sus logros como cadete, participó en marzo del 2014 en el Campeonato de Cataluña de pista cubierta consiguiendo la medalla de bronce con una marca de 14.20 metros en lanzamiento de disco. A mitades del mismo mes consiguió también, en la misma modalidad, la 4.ª posición en el Campeonato de España en pista cubierta organizado en Valencia.
En junio de 2014 participó en el Campeonato de Cataluña al aire libre de atletismo. Allí consiguió la medalla de oro en lanzamiento de disco, con una marca de 44.96 metros junto con medalla de bronce en lanzamiento de martillo y lanzamiento de peso.
En julio de 2014, obtuvo el mayor título de su carrera proclamándose campeón de España en lanzamiento de disco, de su categoría, con una marca de 46.59 metros. Fue en el LXIII Campeonato de España juvenil de atletismo en Valladolid.

## Temporada 2015

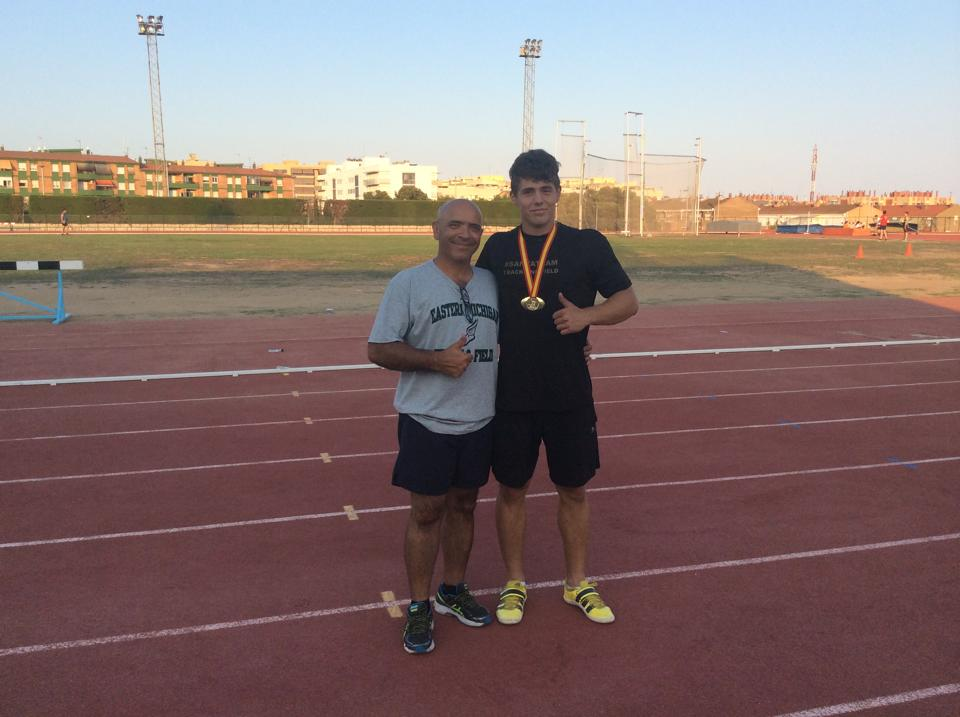
Daniel Collar junto a su entrenador Manuel Gómez Santa después de proclamarse Campeón de España por segunda vez en su carrera.

En marzo de 2015 se proclamó subcampeón de España (categoría juvenil) en lanzamiento de peso con una marca de 15.27 mt. en pista cubierta en la ciudad de San Sebastián. Después de conseguir este título, participó en el Campeonato de Cataluña de atletismo en pista cubierta quedando subcampeón en lanzamiento de peso con una marca de 14.57 mt.
En junio del mismo año, participó en el Campeonato de Cataluña juvenil al aire libre en Lloret de mar (Barcelona) con los siguientes resultados: campeón en lanzamiento de disco (50.45 mt.), subcampeón en lanzamiento de peso (14.80 mt.) y tercer puesto en lanzamiento de martillo (48.97 mt.).
El día 27 de junio se volvió a proclamar campeón de España en lanzamiento de disco por segunda vez en su carrera. Con una marca de 51.23 mt. y durante el Campeonato de España Juvenil al aire libre en Ciudad Real.